# Лисенко Олександр Миколайович
Олександр Миколайович Лисенко (нар. 27 березня 1971, Москва, РСФСР) — український політик, колишній мер Сум.

## Життєпис
Народився в родині військовослужбовця. З 1978 року навчався в школі Бахмуту Донецької області. 1984 року переїхав до Сум. 1988 року закінчив школу зі срібною медаллю.
1988—1992 — навчався в Донецькому вищому військово–політичному училищі інженерних військ і військ зв'язку, який закінчив з червоним дипломом. 1992 року звільнився з ЗСУ.
2011 року закінчив Сумський університет та здобув другу вищу освіту за спеціальністю «менеджмент організацій» З 27 червня 2006 року очолює власне підприємство ТОВ «Сумитранс–С».

## Політика
Член партії «Батьківщина» з 2006 року.
2007—2010 — перший заступник голови Зарічної районної партійної організації партії «Батьківщина» в Сумах.
2010 року керував Зарічним районним виборчим штабом кандидата в президенти Юлії Тимошенко.
З 2010 року по 25 лютого 2012 — голова Сумської міської партійної організації «Батьківщина».
З 25 лютого 2011 року — голова Сумської обласної партійної організації «Батьківщина».
27 лютого 2014 року обраний секретарем Сумської міської ради, виконувач обов'язків міського голови Сум.
25 травня 2014 року на позачергових виборах Сумського міського голови обраний Сумським міським головою від партії ВО «Батьківщина».
25 жовтня 2020 переобраний міським головою Сум у другому турі місцевих виборів.
9 жовтня 2023 — тимчасово знятий з посади міського голови Сум через підозри в отриманні хабаря, 8 грудня відсторонення було продовжено до 8 лютого 2024 року.

## Кримінальна справа
2 жовтня 2023 Лисенка з директором департаменту ЖКГ міськради Сум Олександра Журбою було затримано співробітниками СБУ і НАБУ під час отримання хабаря в 2,1 млн грн. Вони вимагали гроші у компанії, що займалася вивезенням сміття. 3 жовтня Лисенку та Журбі оголосили підозру за ч. 4 ст. 368 ККУ та заарештували до 2 грудня 2023 року із заставою в 3 млн грн. Згодом розмір застави було зменшено до 1,48 млн грн.
6 жовтня 2023 року Лисенка випустили після внесення застави 3 млн грн, 9 жовтня його було відсторонено від посади мера. 31 січня 2024 року депутати міськради Сум відсторонили Лисенка з посади мера Сум.
9 квітня 2024 року почався розгляд справи щодо скасування рішення міськради та поновлення Лисенка на посаді мера. 18 вересня 2024 року справу Лисенка за звинуваченням у хабарництві передали до суду. 

## Сімейний стан
Одружений. Дружина — Лисенко Олена Григорівна (1984). Донька — Лисенко Дар'я Олександрівна — (2006).

## Державні нагороди
- Орден «За мужність» III ступеня (6 березня 2022) — за вагомий особистий внесок у захист державного суверенітету та територіальної цілісності України, мужність і самовіддані дії, виявлені під час організації оборони населених пунктів від російських загарбників[15]